# Reggenza di Tabanan
La Reggenza di Tabanan (in indonesiano Kabupaten Tabanan) è una reggenza (kabupaten) dell'Indonesia situata nella provincia di Bali.